# Balog nemzetség

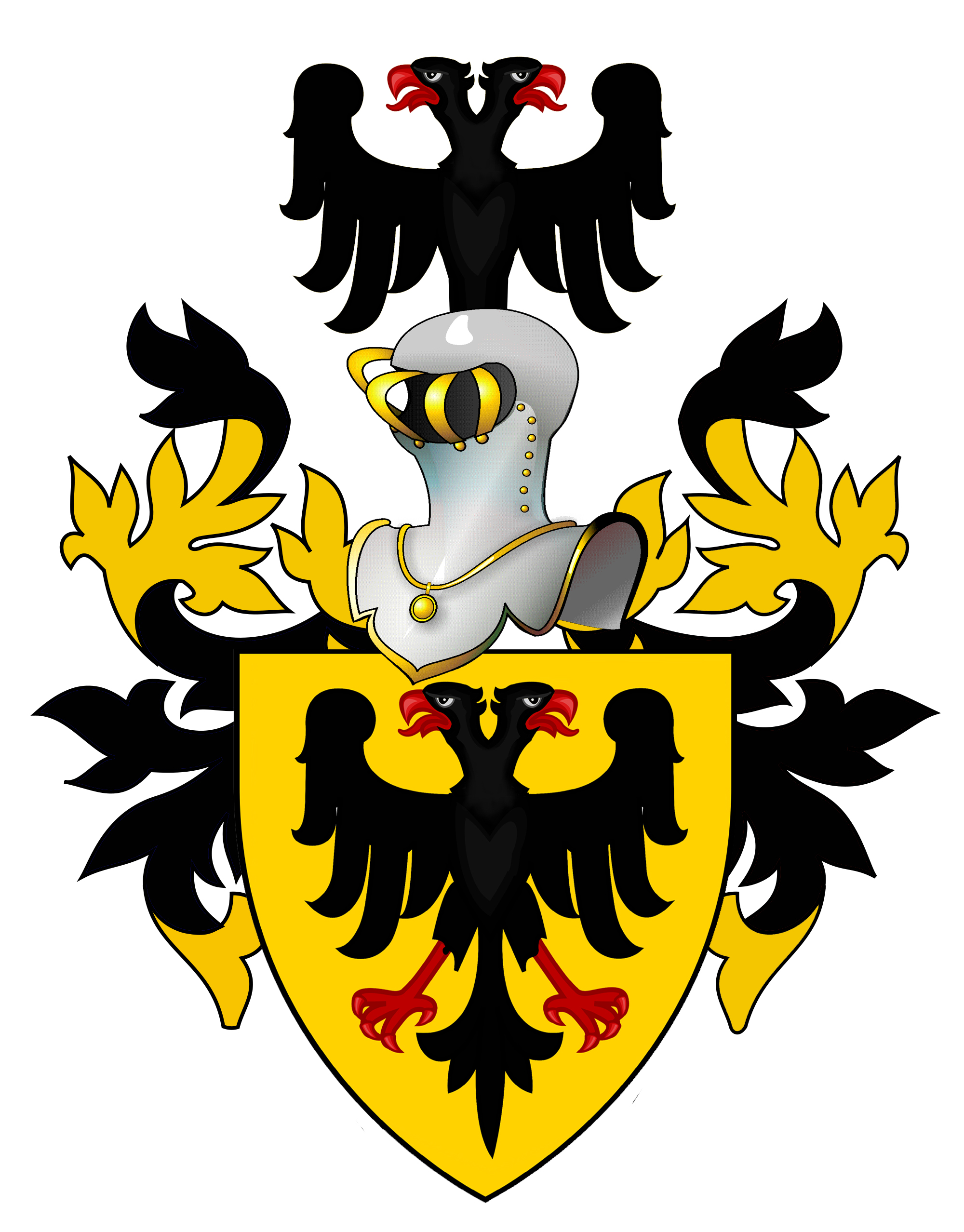
A Balogh nemzetség cimere

A Balogh nemzetség pajzsa (D'or à l'aigle bicéphale éployée de sable, armée, membrée, becquée et lampassée de gueules)

A Balog(h) nemzetség őse, Altmann von Freidberg lovag Orseolo Péter magyar király uralkodása alatt (1038-1041) és 1044-1046) érkezett Magyarországra az egykor Türingiához ma Hessen tartományhoz tartozó Freidberg városából. A Balogh nevet a Gömör vármegyei Balog-patakról kapta, amely környékén letelepedett. 

„Post illos Altmann intrat de Fridburc miles coridatus ex patria Turingorum, de isto illi de Bolugi oriuntur.

Ezek után jő bé Altmann Friedburgból, pánczélos vitéz a thüringiek hazájából. Ettől származnak a mai Balogok.”

– Kézai Simon: Gesta Hungarorum, "Magyar Krónika", kb. 1283)

## A nemzetség eredete
Orseolo Péter magyar király (Peter Orseolo) második uralkodása alatt (kb. 1046-ban) sok idegen lovagot telepített be — főleg Németországból és Olaszországból. A Kézai-krónika feltehetően a mai Hessenben fekvő Friedbergről ír — ez a város Kézai idején Türingiához tartozott. Altmann von Friedberg lovagról nincs más feljegyzés. Friedberg (Hessen) város már csak azért is valószínűsíthető, mert a város címere szinte megegyezik a későbbi Balogh nemzetség címerével.

„A Thüringiából származott Balog nemzetség a gömörvármegyei Balog-patak völgyén telepedett le. Ettől vette ősmagyar nevét s négy ágazata: a Baloghyak Balogtól, a Széchyek Rimaszécstõl, a Derenchényiek Derencsénytõl s az Attfyak egyik ősüktõl, Ath-tól – azonkori írásmód szerint Othtól – vették nevüket. Mind a négy ágazat czímerét ismerjük, mind egyenlő, egybevágó, a régibb hazai heraldikában nagyon ritka, talán egyetlen: a kétfejű sas. A kétfejű sas, hasonlóan a grifhez, sárkányhoz, egyszarvúhoz s a czímerek más, mesés és a valóságban nem létező alakjaihoz, a keresztes hadak idejéből veszi eredetét. Ez úton szerezte azt a Balog nemzetség is, mely aztán minden utódaiban – kivétel nélkül – szívósan ragaszkodott ősi jelvényéhez, kihalásáig. A legrégibb pecsét (1328) idejétõl 350 év lefolyása alatt, pecséteken, sírköveken, műtárgyakon s más építészeti emlékeken sok adatot találunk, mely ezen nemzetség czímerére vonatkozik. A legrégibb pecsét Széchy Dénes étekfogó pecsétje 1328. évből, melyen a pecsét kerek mezejét a kétfejű sas paizs nélkül foglalja el, a sas kettős nyaka között csúcsos koronás föveggel.”

– (I. C. G. Z. D. R. S. ANNO DNI 1625. (Illustris Comes Georgius Zechy de Rima Szécs Anno Domini 1625.))

## A nemzetség története, ágai
A nemzetség elsődleges szállásterületei (később birtokai) Gömör vármegyében, a Balog-patak völgyében összpontosultak. A vármegye déli részén fekvő Rimaszécs környékén szerzett birtokokat a nemzetség egyik ága, amely épp ezért a Széchy-ág nevet kapta. Birtokaik egyebek közt a Hangonyi család földjeivel voltak határosak, és a 13. század végén komolyan összekülönbözött. A birtokháborúban a Széchyek az ellenséges család egy tagját megölték, egy másikat elfogták, a hangonyiak várát elfoglalták, javaikon hatalmaskodtak. Ezután az igazságszolgáltatás haragja elől menekülve elhagyták ősi földjeiket, és afféle hazárdjátékos számításból a frissiben az országba érkezett Károly Róberthez csatlakoztak (Kristó 1978, p. 75.).
A nemzetség Athfy-ága Gömörben maradt, és belépett a tartományuraságának kiépítésén szorgoskodó Csák Máté famíliájába. Ezen előzmények után a rozgonyi csatában az Athfy-ág tagjai Csák Máté (tehát az Abák), a Széchy-ág tagjai pedig Károly Róbert oldalán harcoltak (Kristó 1978, p. 75.).

## Baloghvár

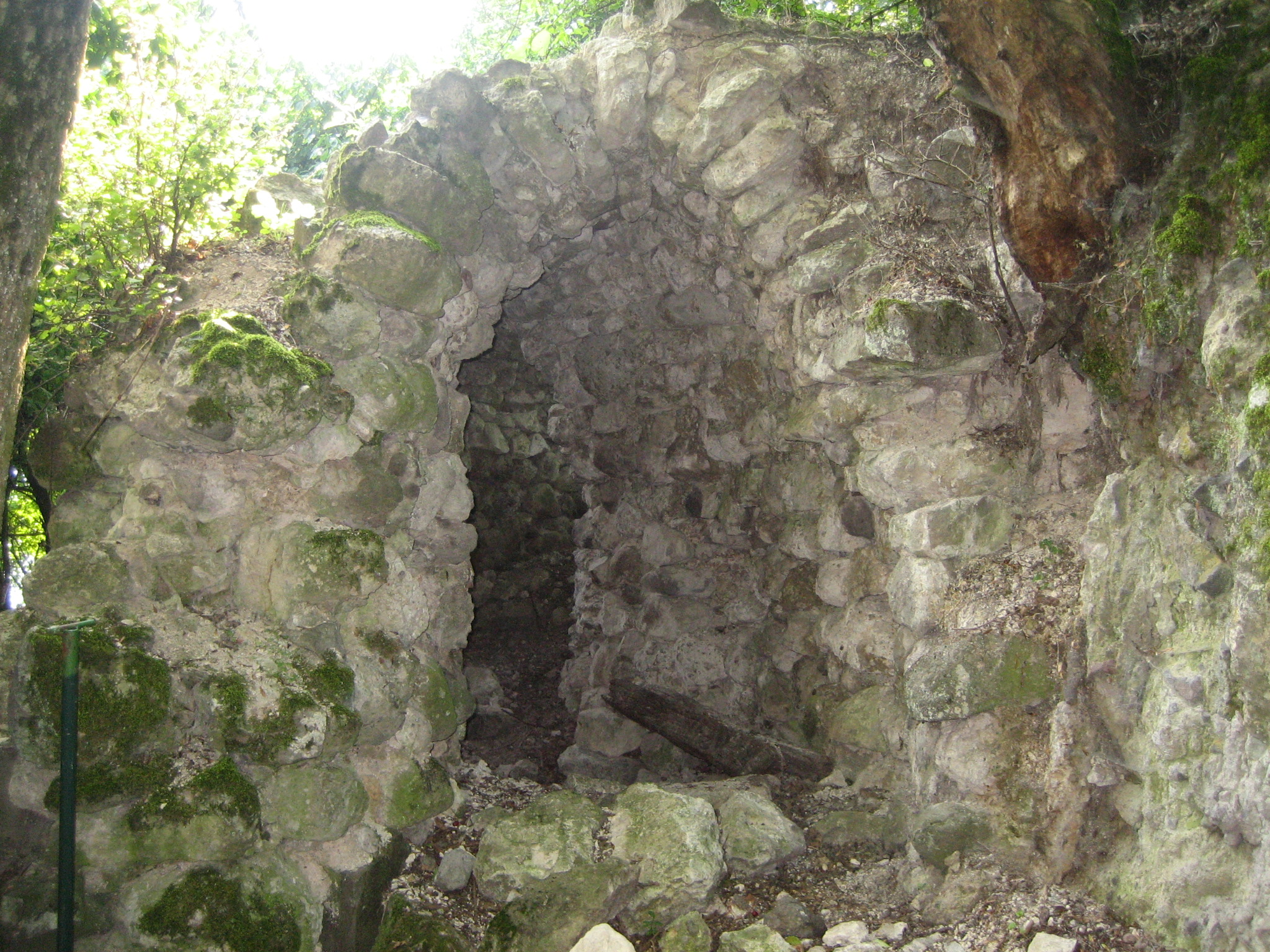
Balogvár romjai, 2010

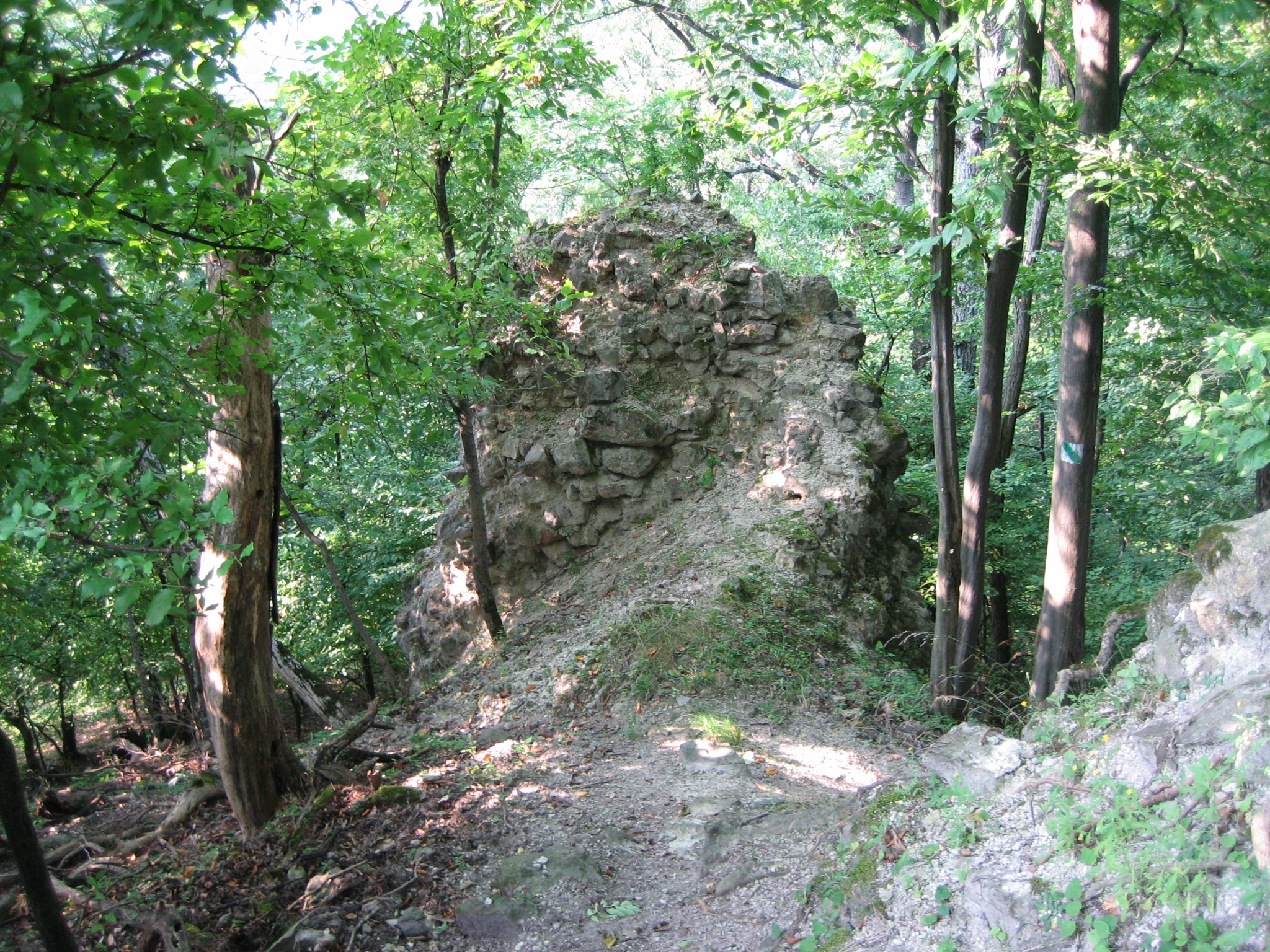
Balogvár romjai, 2010

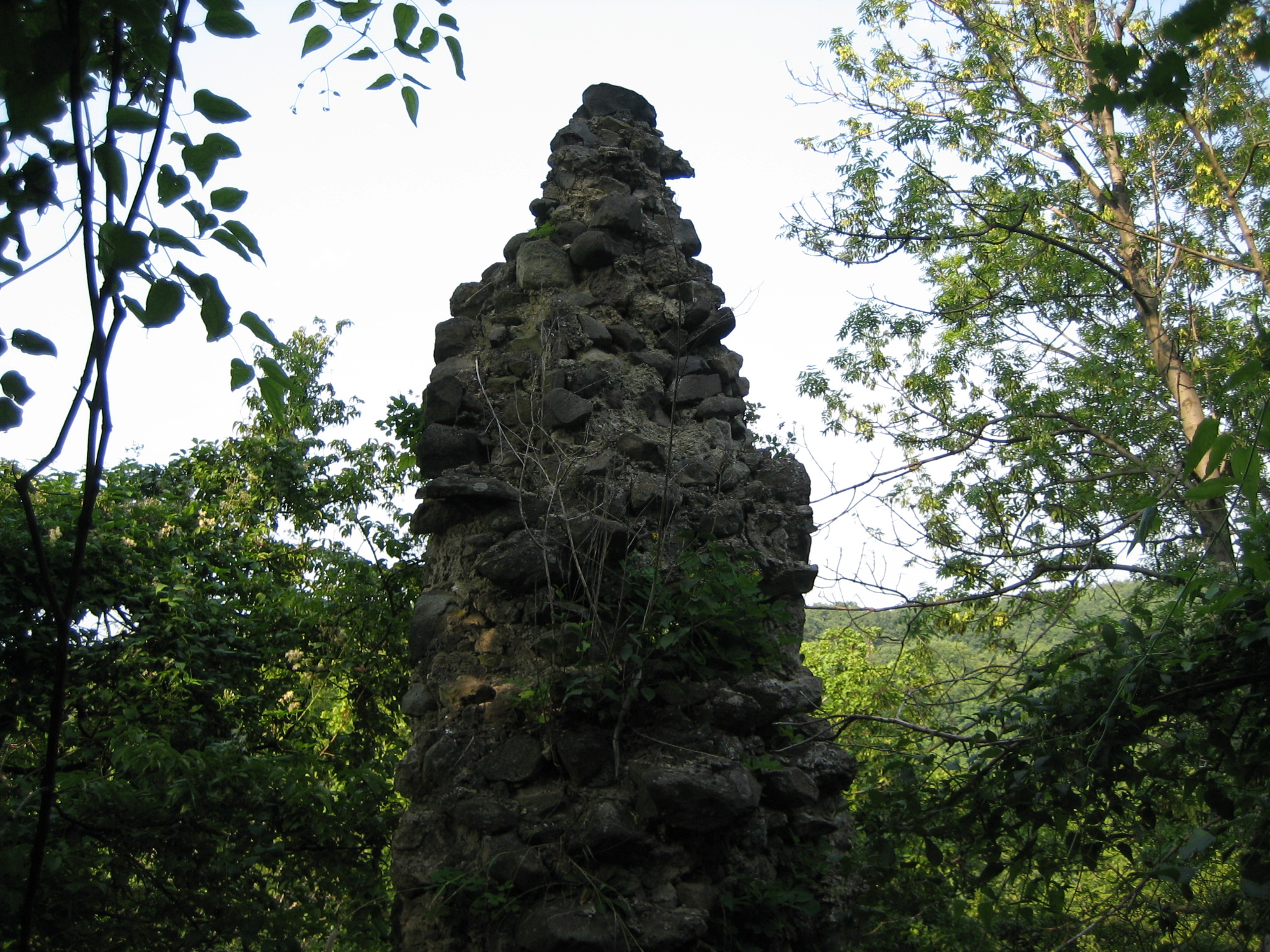
Balogvár romjai, 2010

Balogvár romja Vámosbalog (szlovákul Vel’ký Blh) község felett (az egykori Gömör és Kis-Hont vármegye területén) a Koháry-kastély egykori vadasparkjában maradt fenn. A vár észak-déli irányban 120–140 m hosszú lehetett. A fennsíkon kiemelkedik egy kb. 25 x 10 méteres természetes szikla, amelyen épületek és a felvezető lépcső nyomai látszanak; ez lehetett a vár legkorábbi, központi része. A külső, kettős várfalnak viszonylag nagy rész fennmaradt. A nyugati oldalon a külső várfalban található nyílások a falszoros alatti kazamatákra utalnak.
Engel Pál történész szerint Balog várát valószínűleg a környező vidék földesura, az az Oth fia Henrik (okleveles említése 1299–1300 között) építette fel, aki az egykori forrásokban III. András magyar király tanácsosaként szerepel. A vár a Thököly Imre vezette kuruc hadjáratok idején pusztult el; nem tudni, miért. A középkori erősség maradékai, amelyeket a régészek még nem tártak fel, napjainkban is pusztulnak.

„Gömör vármegye, okiratilag csak 1209-től fogva szerepel a történelemben. Gömör vára, mint a legtöbb, az első árpádházi királyok uralkodása alatt épült vár, királyi birtok volt s egyes családok birtokába donáció útján jutott. A legrégibb adat a nemzetség gömöri szereplésére 1214-ből maradt ránk, amikor II. Endre (András) megerősítette azt az egyezséget, amelyet a Balog- és Hangony-nembéliek egymással kötöttek. 1300 körül már a Balog nemzetség több ágra szakad. A Széchy ág birta Rimaszécset, Uratt, Hangonyt és Balog egy részét, a Pest megyei Dunakeszit, Gődöt, Sződöt, a nógrádi Nötincs és Uzsa községeket, 1320-tól pedig Miskolcot is. A Derencsényi ág birta Derencsényt, a hozzá tartozó szomszédos jószágokkal és községekkel, így Esztrényt és Laponyát is. Az Atfy ágé volt Balog vára és tartozékai: Meleghegy, Bugyikfalva, Szilistye, Ispánmező stb, de ezenkivül Abaúj és Tornában is birtak jószágokat.”

– Karácsonyi János: Gömör vármegye nemesi családai

## Genetikai vizsgálatok
A FamilyTreeDNA genealógiai intézet Balogh vezetéknevűeken végzett Y kromoszómás (férfiági) vizsgálatai valószínűsítik a középkori német eredetet. Az eddigi eredmények szerint a vizsgáltak 57%-a az I2a2a (régebbi I2b1) M223-as haplocsoportjához tartozik; ennek magyarországi átlaga 2,5%.